# Pycnandra lissophylla
Pycnandra lissophylla är en tvåhjärtbladig växtart som först beskrevs av Jean Baptiste Louis Pierre och Henri Ernest Baillon, och fick sitt nu gällande namn av Swenson och Jérôme Munzinger. Pycnandra lissophylla ingår i släktet Pycnandra och familjen Sapotaceae. Inga underarter finns listade i Catalogue of Life.